# Hedda Gabler (1980)
Hedda Gabler ist die 1980 geschaffene Studioaufzeichnung des Fernsehens der DDR einer Inszenierung von Thomas Langhoff nach dem Drama Hedda Gabler von Henrik Ibsen aus dem Jahr 1890.

## Produktion
Die Erstausstrahlung erfolgte anlässlich des Welttheatertages im 1. Programm des Fernsehens der DDR am 23. März 1980 in Farbe.
Die Dramaturgie lag in den Händen von Bernd Schirmer.

## Kritik
Rainer Kerndl  schrieb im Neuen Deutschland, dass durch die Darstellung der Figuren, ein unproduktives Gefangensein in lähmender Bürgerlichkeit entsteht.
Dieter Krebs war in der Berliner Zeitung besonders von der darstellerischen Leistung des gesamten Ensembles begeistert.